# Laiquendi
Los Laiquendi son una raza ficticia creada por el escritor británico
J. R. R. Tolkien para las historias de su legendarium. Son una rama de los elfos teleri (tercer clan de los elfos) y vivieron en la parte más interior de Beleriand, conocida como Ossiriand, siendo su rey Denethor.

## Significado del nombre
El nombre laiquendi es una traducción al quenya de laegrim (en sindarin), y se traduce como ‘elfos verdes’.  

## Historia ficticia

Esquema básico racial de los elfos de J. R. R. Tolkien.

Los laiquendi son teleri, que en su marcha hacia el oeste siguieron a Lenwë, que decidió no cruzar las Montañas Nubladas, permaneciendo durante muchos años en los bosques cercanos al Anduin. Fueron conocidos por ello como los nandor o nandorin (los que volvieron), e incluso se cree que Celeborn era uno de ellos.
Poco antes de que comenzara la Primera Edad del Sol, Denethor, hijo de Lenwë, decidió cruzar las montañas y reanudar el olvidado viaje, tras dos milenios de estancia en los valles del Anduin. Entraron en Beleriand y habitaron los bosques de Ossiriand.
Denethor acudió en ayuda de Thingol cuando Morgoth, tras siglos de paz, atacó sus dominios. Los laiquendi, tras una larga existencia pacífica, estaban mal preparados para la guerra. Su arma preferida era el arco, pero poco podían hacer contra los bien equipados orcos.

[...] Pues los de Ossiriand tenían armas livianas y no eran rivales para los orcos, que iban calzados de hierro y con escudos también de hierro y espadas de hoja ancha [...]
— Tolkien, 1984, «De los sindar».

Pese a que lucharon con valor, sufrieron grandes pérdidas e incluso Denethor pereció en la batalla. Esto indujo a muchos al desánimo y, faltos de un rey, muchos acabaron por abandonar los bosques de Ossiriand, asentándose en Doriath bajo la protección de Thingol.
Aquellos que permanecieron en Ossiriand tomaron entonces el nombre de laiquendi, permaneciendo en estas tierras ocultos y sin un líder verdadero. Poco se hicieron ver, salvo cuando ayudaron a Beren y a Dior a recuperar uno de los Silmaril robado por los enanos de Nogrod.

[...] las trompetas de los elfos resonaron de pronto en los bosques de alrededor y de todos lados llovieron lanzas sobre los enanos [...]
— Tolkien, 1984, «De la ruina de Doriath».